# Mesopolobus nobilis
Mesopolobus nobilis är en stekelart som först beskrevs av Walker 1834.  Mesopolobus nobilis ingår i släktet Mesopolobus och familjen puppglanssteklar. Arten är reproducerande i Sverige. Inga underarter finns listade i Catalogue of Life.